# Merești (okręg Harghita)
Merești (węg. Homoródalmás) – wieś w Rumunii, w okręgu Harghita, w gminie Merești. W 2011 roku liczyła 1339 mieszkańców.